# Вовківці (Шепетівський район)
Вовківці — село в Україні, у Судилківській сільській територіальній громаді Шепетівського району Хмельницької області. Населення становить 296 осіб.
24 листопада 2013 року в селі відбулося освячення храму на честь Святого великомученика Димитрія Солунського, яке здійснив Високопреосвященнійший Антоній, митрополит Хмельницький і Кам'янець-Подільський, керуючий Хмельницькою єпархією УПЦ КП.

## Назва
За переказами старожилів ця горбиста місцевість була вкрита навколо густими мішаними лісами, рештки цього лісу ще й досі є на окраїні північної сторони села. В цих лісах водилося чимало звірів, особливо багато розвелося  вовків, які завдавали великої шкоди господарству селян – нападали на худобу, на отари овець. У селі була вівцеферма тож вовки завдавали найбільше шкоди вівцям, тому село дістало назву Вовківці (вовки їли вівці).

## Географія
Через село зі сходу на захід протікає неширока річка Припутенка, яка впадає біля міста Ізяслава в річку Горинь.
Село розташоване у вигідному географічному положенні, у неглибокій балці, яка захищає село від холодних вітрів та снігових бур, а також має велике стратегічне значення.
Від райцентру село розташоване на віддалі 12 кілометрів, від обласного — 100 км.
До шосейної дороги віддаль 3 км, а до полустанку залізниці 5 км.

## Історія
Населені пункти було засновано в кінці 17 — на початку 18 століття. Заселили село виключно українці. Всього землі в селі було 307 га., яка належала в переважній більшості панові Бродовському та панові Коколевському, які володіли населеним пунктом.
Селяни були змушені обробляти їхні землі, доглядати худобу. Зранку до ночі вони були вимушені працювати на панських господарствах. Не дивлячись на важку працю селян, власники землі дозволяли собі застосовувати тілесні покарання. На роботі селянам доводилось терпіти побої, їх били різками. Школа була церковно-приходська, у якій було 3 класи. Із цими класами в одній класній кімнаті працював один вчитель. В трьох класах навчалися переважно по 15-17 учнів. Основну частину навчального часу займало вивчення молитов. В переважній більшості вчилися діти земельних селян. Діти більшості селян в школі не навчалися.
Станом на 1940 рік на колгоспному полі працювало 2 трактори, комбайн, сівалка, які надсилали з Шепетівської МТС. Молотарка працювала за допомогою електроенергії, кабель якої був проведений від електролінії, яка проходила з міста Шепетівки до міста Ізяслава. Колгосп має понад 300 голів худоби.
У селі у роки колективізації було здійснено загальне початкове навчання. В селі був медпункт, у якому працював лікпом. Працювали дитячі ясла та дитячий патронат, у якому жили і виховувались діти-сироти та пів сироти. Колгосп мав свою лазню та клуб.

### Колективізація. Голодомор
У 1925 році було створено першу артіль з 11 чоловік. Основними організаторами колективного господарства були жителі села Вовківець і сусіднього села Жилинці. Однак колективізації заважали заможні селяни, які мали власні сильні господарства і не мали бажання їх усуспільнювати. Однак зусиллями влади і місцевих комуністичних активістів їх опір було зламано й і на кінець 1930 року переважна кількість населення були членами колгоспу.

#### Спогади місцевих жителів про Голодомор
| Я перенесла три голоди-в 1933 р., в Німеччині два роки одну брукву їла, і в 1947-у, після війни, як повернулася з Німеччини. Але самий страшніший голод був у 33-у році, повмирало тоді у селі багато людей. Голод почався вже у 32-у році, коли влада все позабирала. Батько мій слабував, бо був поранений у революцію. А тут, ще прийшли забрали корову і все, що в нас було, він затужив і в 32-у році й помер. Осталися баба, мати, я (мені було 8 років) і два менших брати. Мати пішла і нашу корову привела назад додому. Корова давала 1,5 л. молока. Отак ця корова нас від голоду і спасала. Ще пам'ятаю на полі сторожував Баранової Маринки батько, казали на нього Кочків Адам, у нього був гомиляс. Ми підемо до нього, попросимо того гомилясу, він нам увіллє трошки, принесемо додому, то мати зварить молоко з тим гомилясом, і так ми мали, що з'їсти. У сусідньому селі Зубарах, жив материн брат. Там такого голоду, як у нас не було. Він почув, що ми голодуємо, то приніс нам два відра квасолі. Так ми вже й мали що зварити. Але у матері і в баби ноги були опухші, бо більше нам, дітям Їсти доставалося. Мати вижила, а баба померла. Пам'ятаю на подвір'ї росли калачики, то ми їх нарвемо-нарвемо і їмо. А на липу, як повилазимо, пооб'їдаємо геть листя. Спасались чим могли. Рибачок Антоніна, 1925 р.н. |
| Мали багато худоби, мали землю і жили добре. В колгосп вступати не хотіли, бо треба було віддати все що мали — і землю, і худобу, і зерно все до крихти. Такі сім'ї влада називала — куркулями і їх розкуркулювала. Навіть ті, що бідно жили, а не хотіли вступати до колгоспу, їх тоже називали — куркулями. Господаря висилали в силку в Сибірь, а може ще кудись. Сім ’ю виганяли з хати, або хати розкуркулених розбирали і строїли з того матеріалу ферми. По хатах ходили більшість чужі, були і свої, ті що були у партії. Зразу позабирали коні, а потом забирали все що найдуть, яка луна одежина чи кожух, то й ту заберуть. Люди мусіли іти в колгосп, бо хто робив у колгоспі їх раз на день годували. Робити треба було тяжко, а давали їсти якусь там похльобку. Багато людей померло весною 1933 року. Стало легше, як з'явилася зелень. Люди їли все, що під руки попадало. І кропиву, і лободу, і листя з дерев об'їдали, картоплю гнилу по городах шукали. Мої брати- Ананько і малий Іван наїлися сирої риби, то ледве неповмирали. Мене врятував від голоду голова колгоспу, дав борошна. Щоб не те борошно, я була б не вижила. Як у кого було за що заміняти, то ходили у сусіднє село Припутні, там мона було за одежу виміняти, якихось круп, борошна. Померлих від голоду, збирали підводою і скидали всіх в одну яму, без всяких церемоній. Вазелюк Олександра Макарівна 1914 р. н. |
| Я був тоді ще малий, але пам'ятаю, як люди натерпілися і через тодішню владу пережили такий страшний голод. Запам'ятав як мати наварила борщу із кінського щавлю і пішла з батьком на роботу. А я їсти хочу, заглянув у горнятко, попробував а той борщ такий не добрий, бо зварений з однієї води і щавлю. Думаю досолю, може вкусніший буде, тай пересолив, сів і плачу, що ж будемо їсти, як я зіпсував борщ. Мати з батьком пішли в колгосп працювати. То там була столова і раз надень давали їсти. А давали так абе з голоду не померти — кусочок хліба з висівок і похльобку. Дітям нічого не давали, то батьки похльобку зідять, а хліб ховали, щоб голодним дітям додому занести. Працювати треба було у колгоспі дуже тяжко, щей завжди голодним, обезсиленим, хіба тею похльоб- кою раз в день будеш ситий. Батько зробив нового воза то прийшли забрали все і того воза, і коні, і все що ми мали. Приходили і чужі і свої активісти, бо їм влада приказала тай мусіли йти по хатах забирати. І голодували, і ноги у батьків попухли з голоду але з нашої сім'ї ніхто не помер. Шадюк Микола Левкович 1927 р.н. |
| Ви не повірите, що в три роки я міг щось запам'ятати. Але як зараз пам'ятаю, що була весна. Я вибіг на двір з хати, сонце світить, а на селі така тиша, ні собака не загавкає, ні півень не закукурікає, бо все що було живе переїли. Забіг до хати мати у білі хустині лежить на ліжку, біля неї діти. А їсти хочеться, позаглядав по горшках, пусто. Згадав що мати з печі доставала їжу. Взяв стільця, бо не доставав до печі, рукою по печі пошурудів, щось найшов. Зрадів, що зараз втамую голод, повернувся до матері, питаю: « Мамо мона?» А в матері лише сльоза по щоці побігла. Я вкинув в рот те що найшов, жував- жував, а воно тільки тріщить під зубами, тай виплюнув. А то були вуглини з дров. А вже трохи пізніше стала появлятися зелень, бур'яни, лисття отоді вже люди трохи поодживали. Нарвемо лободи, мати розітре її в ступі і такі пампушки пекла. Не добрі такі, але мусіли їсти. Трохи пізніше, мати до лободи добавляла висівок, то получалися такі коржики, як їли їх, то тільки попел за зубами тріщав. Бо тоді дечок не було, а пекли на «черені» О таке я запам'ятав горе, що з пам'яті незтирається. Кушнірук Микола Іванович 1930 р.н. |

### 1945—1960 роки
Після вигнання німецьких окупантів з території села, населення, яке повернулося з евакуації з усіма зусиллями взялося за відбудову свого колгоспу. Почали відбудовувати колгоспні приміщення для худоби, збирати сільськогосподарський інвентар. Через нестачу чоловічого населення, активну участь у повоєнній відбудові брали жінки.
У 1950 році в серпні місяці проведено укрупнення колгоспу, де одне колективне господарство складалося з трьох сіл: Вовківці, Вовківчики, Жиленці. У 1950 році колгоспне господарство і село було електрифіковано.
Грошовий прибуток колгоспу в 1953 році становив — 528 922 крб. (у старих грошах), на 100 га сільськогосподарських угідь виробництво м'яса в 1953 р. становило −14,3 ц., молока — 35,4 ц., яєць — 1,6 тис. штук. На 1 січня 1954 року тракторів, комбайнів у колгоспі не було, а було лише три автомашини. Поголів'я великої рогатої худоби на 1.01.54 р. у колгоспі становило — 468 гол. В тому числі корів — 122 гол.,свиней — 290 гол, овець — 389 гол., птиці — 1539 гол., середня врожайність зернових у 1954 році становила — 8,5 цнт. з га.
Поліпшилося і житлове будівництво в населеному пункті. За період від 1954-60 роки в селі побудовано понад 50 нових жилих будинків, покритих черепицею, шифером та тернітом. В колгоспі побудовано 10 нових будівель добре устаткованих і отеплених, збудовано водокачку, млин, 2 автоваги.
З 1944 року в селі працювала початкова школа, а в 1948 році відкрився 5 клас і так уже ці учні переходили з класу в клас аж до сьомого класу. Стала працювати Вовківецька семирічна школа, яка проіснувала до 1960 року. Медичний пункт у селі став працювати з 1945 року, де спочатку працював один фельдшер, а після і акушерка.
В 1949-у відкрився сільський клуб. При сільському клубі ще в 1950 році в маленькій, низенькій кімнатці була створена бібліотека, яка називалася приклубною. Було кілька сотень книг, які знаходилися на двох саморобних стелажах і шафі. Перша інвентарна книга в бібліотеці починається з січня 1954 року. З травня 1955 року бібліотека почала називатися сільською. І першим бібліотекарем сільської бібліотеки був зав.клуб Шадюк Микола Левкович. Бібліотека хоть і називалась сільською, знаходилася в тому самому приміщенні, що і раніше. Книг стало більше, понад 4500 екземплярів.
В 1960 році с. Жиленці відійшло до колгоспу «Більшовик» села Плесна, до відгодівельного колгоспу через потребу збільшення земельної площі для більшого розвитку тваринництва. А наше село Вовківці і сусіднє Вовківчики відійшло до колгоспу ім. Орджонікідзе. До складу якого входило ще три селі — Пиляї, Білопіль і Мокіівці. Село Мокіївці було центром колгоспу там була контора.
У 1963 році в колгоспі є : 8 — тракторів, 2-комбайни, 6-автомашин. В 1963 р. грошовий прибуток колгоспу становить —178065 крб.(у нових гр.)
У 1962 р. вироблено на 100 га. сільськогосподарських угідь м'яса — 32,8 цнт., молока—197,8 ц., яєць — 8 тис. шт., поголів'я великої рогатої худоби на 1 січня 1963 року становило 663 гол. в тому числі корів — 233 гол., свиней — 73, овець — 495 гол., птиці — 1702 гол. Середня врожайність зернових в 1963 році — 19,9 цнт. з га.
В 1960 році стало обов'язковим восьмирічне навчання.
В 1968-69 році було збудовано двоповерховий Будинок культури, який був найкращою будівлею села. З того часу на сцені будинку культури виступали артисти Хмельницького обласного музично- драматичного театру, театру ляльок, Тамбовського театру, театр ліліпутів а також артисти з цирковою програмою. На сцені сільського Будинку культури виступали різні самодіяльні колективи, постійно діє колектив художньої самодіяльності села, проводяться різні урочисті свята.
В новому Будинку культури виділили для бібліотеки дві кімнати — для дорослих і дітей. Колгоспні умільці зробили саморобні стелажі.

### 1970—1979 роки
У 70-х роках розвиток народного господарства зростав великими темпами. Село наше належало до одного з п'яти сіл колгоспу ім. Орджонікідзе і по трудових досягненнях було одне з перших. Розбудовувалися ферми, польовий стан, школа, баня, житлові будинки для молодих колгоспників.
В селі були вівцеферма, птахоферма, тваринницька ферма ВРХ, колгоспний город, де вирощувалися різні овочеві культури (огірки, помідори, цибулю, пастернак, моркву та інші)
В 1973 році колгосп побудував для жителів села красивий будинок побуту, де шили ковдри, валянки, різний одяг на замовлення.
З року в рік колгосп добивається гарних врожаїв, особливо добре йдуть справи у тваринників, які займають одне з перших місць у колгоспі серед інших п'яти ферм колгоспу. Рільнича бригада також не відстає. На сторінках районної газети часто з'являються передовики нашого села.

## Сільська Рада
Вовківецька сільська рада була заснована в 1919 році, постановою РНК УРСР від 08.02.1919 року.
Список голів сільради з 1930 року:
- Федорчук Марія Сидорівна працювала в 1930—1934 роках;
- Громовий Адам Герасимович (приїжджий) в 1934—1935 роках;
- Микольський (приїжджий) в 1935—1938 роках;
- Бебих (з Шепетівки) в 1938—1941 роках;
- Олендарчук Мусій … (приїжджий) в 1941—1944 роках;
- Козюк Василь … (приїжджий) в 1945—1946 роках;
- Чорний Дмитро Павлович в 1946—1955 роках;
- Семенчук Дмитро Дем'янович в 1955—1957 роках;
- Бронішевський Степан Мартинович в 1957—1958 роках;
- Дмитрук Іван Маркіянович в 1958—1974 роках:
- Мазур Володимир Гаврилович в 1974—1975 рік;
- Захарова Валентина Василівна в 1975—1977 роки;
- Малецький Володимир Петрович в 1977—1998 роках;
- Пасічник Оксана Ільїчна в 1998—2006 роках;
- Стецюк Віктор Сергійович 2006—2010 роки;
- Стукан Людмила Іванівна 2010 р.

Вовківецька територіальна громада по суті є найменшою на Шепетівщині. Загалом вона нараховує 471 мешканця, 186 дворів, а територія сягає 1681 гектара, з яких 93 гектари — землі державної власності, комунальні — 321 гектар, решта — у приватному володінні.
В сільраду входить два села: Вовківці з населенням 281 чоловік, яке проживає у 120 дворах, та Вовківчики — 190 чоловік, 66 дворів.

## Будинок-інтернат для осіб похилого віку
На території села району діє будинок-інтернат для людей похилого віку. Раніше в будівлі інтернату був панський маєток, а після приходу до влади більшовиків — школа. У 1994 році місцеве господарство СТОВ «Нива» відремонтувало будівлю і передало її під будинок-інтернат для самотніх людей.

## Постаті
- Скотенюк Руслан Дмитрович (1974—2015) — солдат Збройних сил України, учасник російсько-української війни.